# Pardosa dalkhaba
Pardosa dalkhaba este o specie de păianjeni din genul Pardosa, familia Lycosidae, descrisă de Roewer, 1960.
Este endemică în Afghanistan. Conform Catalogue of Life specia Pardosa dalkhaba nu are subspecii cunoscute.